# Maszewo (Krosno Odrzańskie)
Pour les articles homonymes, voir Maszewo.
Maszewo (prononciation : [maˈʂɛvɔ] ; en allemand : Messow) est un village dans le powiat de Krosno Odrzańskie de la voïvodie de Lubusz, dans l'ouest de la Pologne. C'est le siège administratif (chef-lieu) de la gmina appelée Maszewo.

## Géographie
Situé dans l'extrémité nord-ouest de la Basse-Silésie, le village se trouve à environ 14 km à l'ouest de Krosno Odrzańskie (siège du powiat) et 44 km à l'ouest de Zielona Góra (siège de la diétine régionale).
Le village comptait approximativement une population de 481 habitants en 2008.

## Histoire
La région de Krosno dès 1482 était une possession des électeurs de Brandebourg en tant que successeurs du duc silésien Henri XI de Głogów. Définitivement annexée par le royaume de Prusse au cours de la première guerre de Silésie en 1742, la commune de Messow fut incorporée dans l'arrondissement de Crossen-sur-l'Oder dans le district de Francfort au sein de la province de Brandebourg après le congrès de Vienne en 1815.
Jusqu'à la fin de la Seconde Guerre mondiale, ce village était sur le territoire du Reich allemand ; en 1945, par l'accord de la conférence de Potsdam, il est subordonné à la république de Pologne et la population allemande fut expulsée (voir évolution territoriale de la Pologne).
De 1975 à 1998, le village appartenait administrativement à la voïvodie de Zielona Góra.

Depuis 1999, il appartient administrativement à la voïvodie de Lubusz